# Sycozoa gaimardi
Sycozoa gaimardi är en sjöpungsart som först beskrevs av William Abbott Herdman 1886.  Sycozoa gaimardi ingår i släktet Sycozoa och familjen Holozoidae.
Artens utbredningsområde är Södra Ishavet. Inga underarter finns listade i Catalogue of Life.